# Брюс Фарр

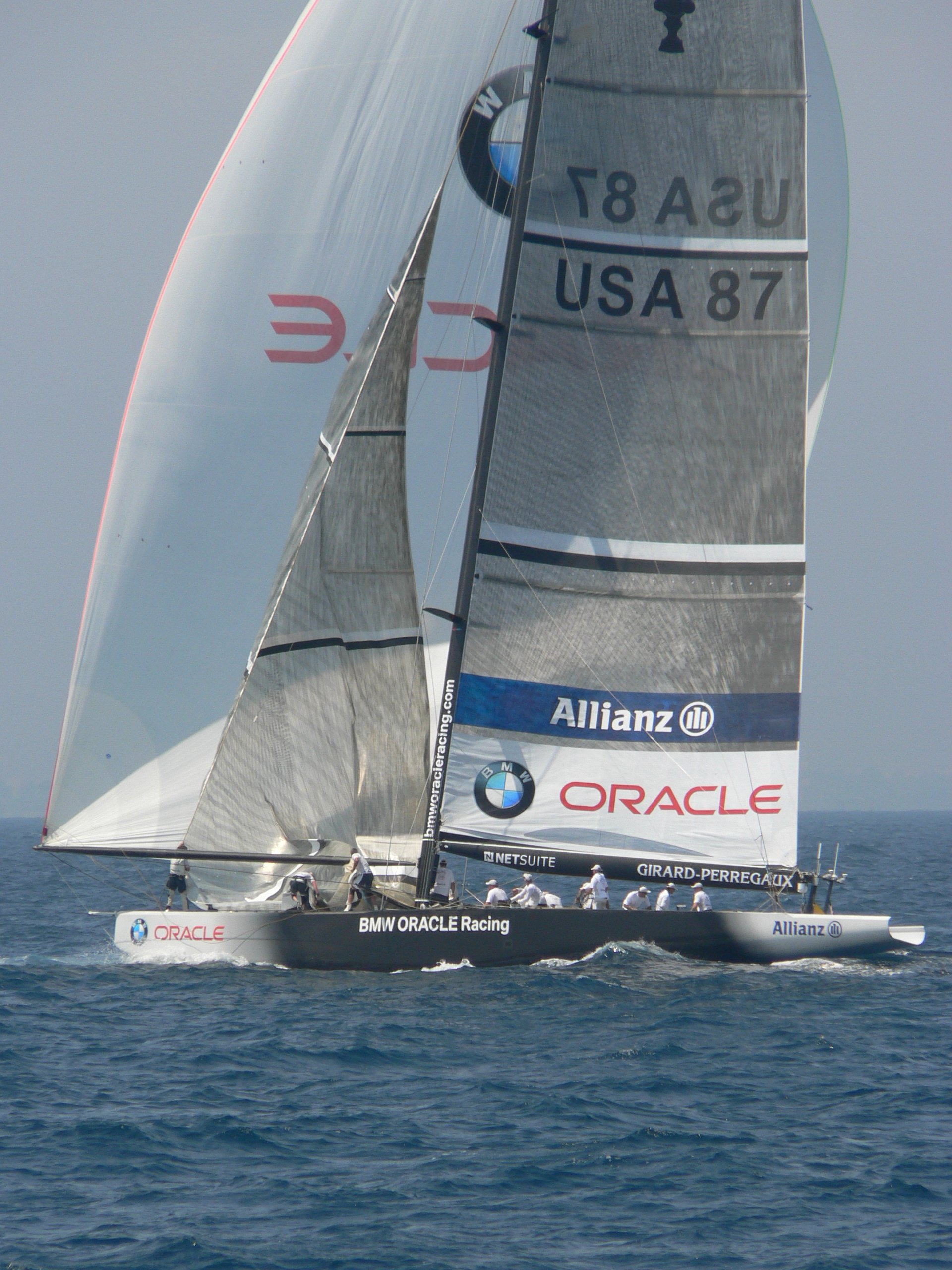
Яхта BMW Oracle Racing в перегонах за Кубок Америки

Сер Брюс Фарр (1949) — новозеладський конструктор вітрильних яхт.
З середини 1970-х років його яхти успішно виступали в різних перегонах. До 2003 року яхти Фарра вигравали регату Сідней-Хобарт 15 разів. У 1990 році був нагороджений титулом офіцера Ордена Британської імперії (OBE). В даний час проживає в США.
Конструктор української яхти «Гетьман Сагайдачний»

## Компанія «Farr Yacht Design»
В 1981 році разом з Расселом Боулером (Russell Bowler) відкрив свій офіс в Аннаполісі (США, штат Меріленд), який в подальшому отримав назву «Farr Yacht Design». Компанія займається проектуванням великої кількості класів яхт довжиною від 25 до 125 футів і співпрацює з багатьма виробниками яхт, серед яких Cookson Boats, Carroll Marine, Beneteau, Concordia. Світове поширення набули такі класи яхт, як Mumm-30 і Farr-40, розроблені в КБ Фарра.
Сконструйовані Фарром яхти ставали неодноразовими переможцями багатьох знаних регат. В Volvo Ocean Race, починаючи з 1981 року, яхти Фарра вигравали регату в 1986, 1990, 1994 и 1998 роках.